# Dwayne De Rosario
Dwayne Anthony De Rosario, född 15 maj 1978 i Scarborough i Ontario, är en före detta fotbollsspelare. Under sin karriär spelade han bland annat för MLS-klubbarna San Jose Earthquakes, Houston Dynamo, Toronto FC, New York Red Bulls och DC United.